# Teouma
Teouma je glavni arheološki lokalitet  na otoku Efate na Vanuatuu.
Lokalitet sadrži najstarije poznato groblje unutar Pacifičkih Otoka, te govori mnogo o narodu Lapita iz 9. i 10. stoljeća pr. Kr.
Krajem 2003., bilo je 26 iskapanja u kojima su pronađeni ostaci 36 osoba na najvećem poznatom groblju, koje se nalazi na južnoj obali otoka Efate u Vanuatu. Smatra se, da je starost groblja oko 3200 ili 3000 godina. Pronađeni su ulomci crvene keramike posebnog dizajna. Mnoge od tih osoba pokopane su u različitim položajima. 
Analizom izotopa 17 osoba, utvrđeno je da su četiri osobe bili doseljenici. 